# Camarada

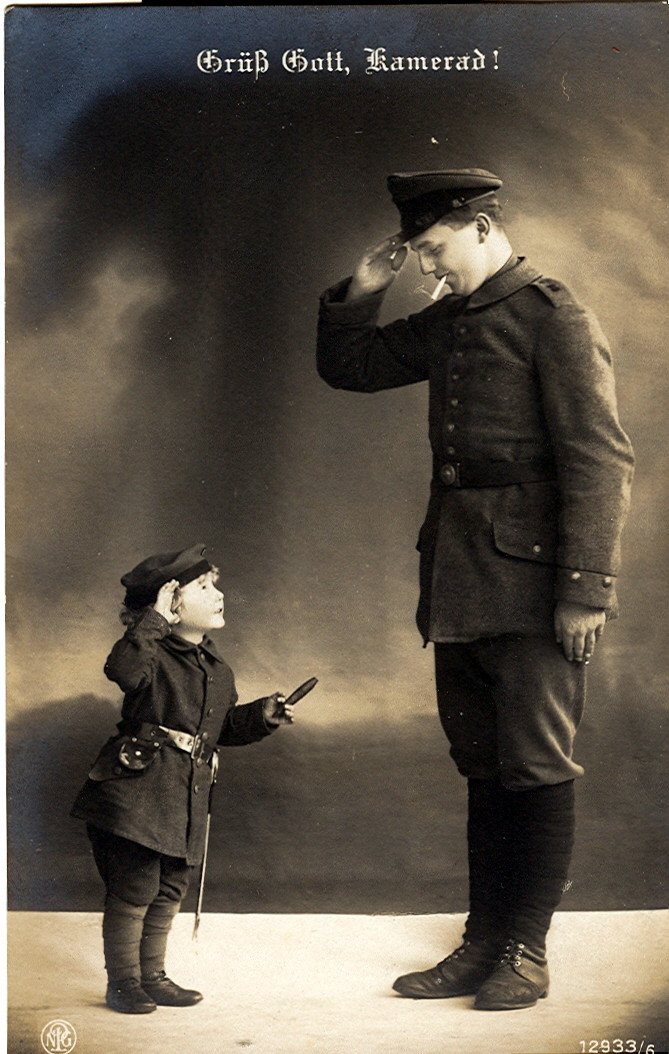
Tarjeta postal sin fecha (hacia 1915) que dice, literalmente del alemán, «¡Dios te saluda, Camarada!».

Camarada significa correligionario o compañero, especialmente en partidos políticos, sindicatos, fuerzas militares, compañeros de trabajo y poetas.
Camaradería era la estrecha amistad entre soldados y oficiales que vivían en la misma cámara, en el Ejército Español del siglo XVI. La función del camarada era entre otras, la de hacerse cargo del testamento en caso de fallecimiento en combate de uno de los integrantes, así como de otras responsabilidades personales de las que la organización del Ejército no se hacía cargo. Las cámaras solían estar integradas por un capitán y cinco o seis oficiales, y en el caso de la tropa, en igual número de soldados.
Inicialmente llevaba y lleva una fuerte connotación militar en los ejércitos europeos, pero es a partir de la Revolución Rusa, los bolcheviques lo emplearon profusamente como alternativa igualitaria a señor y otras palabras similares; el término solía acompañar títulos para darles un tono socialista. El uso de títulos igualitarios tiene su origen en la Revolución Francesa, en la que se abolieron los títulos de nobleza, así como los términos monsieur (señor) y madame (señora), y en su lugar se empleaba citoyen (ciudadano). Por ejemplo, al rey Luis XVI se le llamaba ciudadano Luis Capeto.

## En Rusia y la URSS
A finales del siglo XIX, los marxistas rusos y otros revolucionarios de izquierda adoptaron como traducción de la palabra alemana Kamerad la palabra rusa továrisch (en ruso: Товарищ, del antiguo turco tavar ishchi; abreviado tov.), cuyo significado original era «compañero de negocios» o «compañero de viaje (u otra aventura)», derivado del sustantivo товар (tovar, es decir, «mercancía») como una forma de tratamiento en la socialdemocracia internacional (especialmente alemana) y en las partes asociadas del movimiento obrero. Por ejemplo, uno podría ser denominado Továrisch Plejánov o Továrisch Presidente, o simplemente Továrisch. En español, la transcripción habitual era «tovarich» o «továrich».[cita requerida]

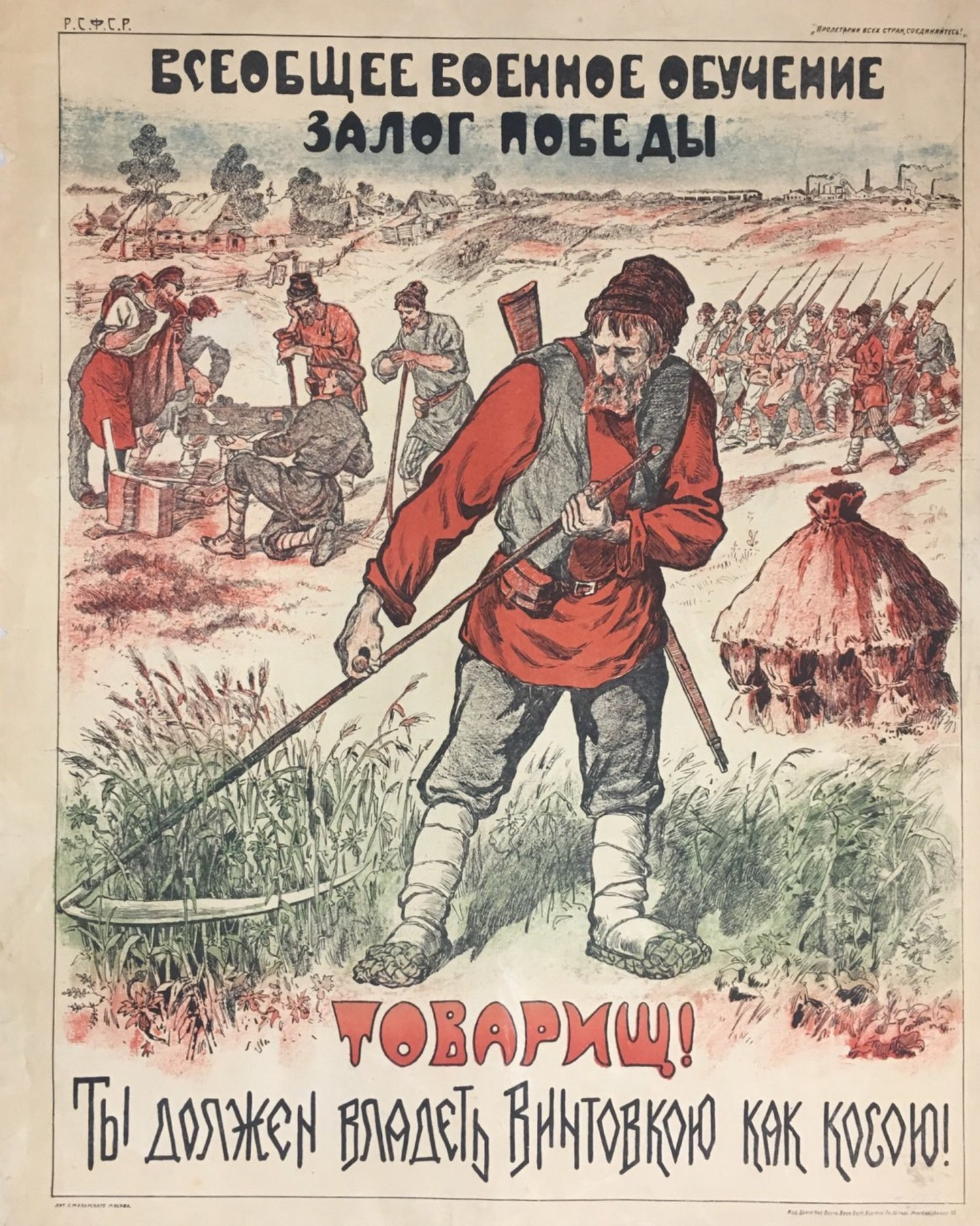
Propaganda soviética de 1919 que dice: «¡El entrenamiento militar universal es la clave de la victoria! Camarada, ¡tienes que empuñar el rifle como la guadaña!».

Después de la Revolución Rusa, los comunistas de todo el mundo adoptaron traducciones del término en diferentes idiomas. Sin embargo, debido a su uso común en representaciones estereotipadas de la Unión Soviética en películas y libros de la Guerra Fría, el término se asoció más fuertemente en la conciencia pública con el comunismo como se conoce en la Unión Soviética, a pesar de que muchos otros socialistas continuarían usando «camarada» entre ellos (por ejemplo, socialdemócratas alemanes y austriacos y, hasta el día de hoy, miembros del Partido Laborista británico).
En los primeros años del poder soviético, los bolcheviques usaban «továrisch» cuando se referían o se referían a personas que simpatizaban con la revolución y con el estado soviético, como los miembros del partido comunista (y originalmente de otras formaciones izquierdistas pro-revolución como los Social-Revolucionarios de izquierda) y personas de las «masas trabajadoras». La forma republicana de tratamiento más neutral se traduciría como «ciudadano». En consecuencia, los partidarios del Movimiento Blanco en la Guerra Civil rusa usarían burlonamente «továrisch» como un término despectivo para sus enemigos, aunque al mismo tiempo, las diversas fuerzas socialistas antibolcheviques como los socialistas revolucionarios y los mencheviques también usaron «továrisch» entre ellos.
A mediados de la década de 1920, el vocativo «továrisch» se hizo tan común en la Unión Soviética que se usó indiscriminadamente de la misma manera que términos como «señor». Ese uso persistió hasta la caída de la Unión Soviética. Aun así, el significado original reapareció en parte en algunos contextos: los delincuentes y sospechosos solo fueron abordados como «ciudadanos» y no como «továrischi», y el rechazo expreso de dirigirse a alguien como «továrisch» generalmente se percibiría como un acto hostil o, en tiempos estalinistas, incluso como una acusación de ser antisoviético.
El término «camarada» no se usa en la sociedad rusa, y el término «továrisch» no se usa a menudo en la sociedad contemporánea, pero sigue siendo la forma estándar de tratamiento en las fuerzas armadas y la policía, donde los oficiales y soldados normalmente se dirigen como «Továrisch Coronel», «Továrisch General», «Továrisch Sargento» o similares. El término también se usa como parte de expresiones idiomáticas, por ejemplo, továrishch po neschast'yu («compañero sufriente», del alemán Leidensgenosse) o boyevói továrishch («amigo de guerra»), o como parte de palabras como továrishchestvo («asociación») que no se asocian con el comunismo.

## En China
En chino, la traducción de camarada es «同志» (pinyin, tóng zhì), que literalmente significa «(personas con) el mismo espíritu, meta, ambición, etc.» Fue introducido por primera vez en sentido político por Sun Yat-sen para referirse a sus seguidores.
El Kuomintang (Partido Nacionalista), que fue cofundado por Sun Yat-sen, tiene una larga tradición de usar el término Tongzhi (camarada) para referirse a sus miembros, generalmente como un sustantivo en lugar de un título; por ejemplo, un miembro de Kuomintang diría "el Sr. Chang es un compañero leal y confiable".
Sin embargo, el término fue promovido más activamente por el Partido Comunista de China durante su lucha por el poder. Se usó tanto como un sustantivo como un título para básicamente cualquier persona en China continental después de la fundación de la República Popular de China. Por ejemplo, las mujeres eran nü tongzhi (compañera), los niños eran xiao tongzhi (pequeño compañero) y los mayores eran lao tongzhi (antiguo compañero). Sin embargo, después de la década de 1980 y el inicio de las reformas orientadas al mercado de China, este término se ha estado alejando de ese uso diario. Sigue en uso como un término respetuoso de discurso público entre los chinos de mediana edad y los miembros del Partido Comunista de China. Dentro del Partido Comunista, el hecho de no dirigirse a un miembro como tóng zhì es visto como un signo sutil pero inconfundible de falta de respeto y enemistad.
En octubre de 2016, el Comité Central del Partido Comunista de China emitió una directiva instando a los 90 millones de miembros del partido a seguir llamándose "camaradas" en lugar de términos menos igualitarios. También se encuentra en las regulaciones de las Fuerzas Armadas chinas como una de las tres formas apropiadas de dirigirse formalmente a otro miembro del ejército («camarada» más rango o posición, como en «Camarada coronel», o simplemente «camarada/s» cuando falta información sobre el rango de la persona, o hablar con varias personas de servicio).

## En otros países
En el entorno de los partidos socialistas y otros movimientos de izquierda, principalmente en América Latina y por influencia de la Revolución Cubana, es habitual el empleo del saludo compañero. Esto es notable, por ejemplo, en el Partido de los Trabajadores de Brasil.
También en la Argentina está ampliamente difundido el apelativo compañeros, tanto entre diversas organizaciones minoritarias de ideología comunista, como así también dentro del ámbito del Peronismo y del Movimiento Obrero Argentino. En cambio, en algunos sectores del Partido Comunista Argentino y el Partido Comunista (Congreso Extraordinario) se prefiere el apelativo de camaradas, usado desde antiguo dentro de esa organización. Por otro lado, dentro de la Unión Cívica Radical, partido tradicional argentino representativo de las clases medias urbanas, se utiliza desde antaño el apelativo de correligionarios.
En Chile, el trato de camarada aún se utiliza en el Partido Demócrata Cristiano de Chile, mientras el trato de compañero se utiliza en el Partido Comunista de Chile, además de otros partidos de izquierda, y el de correligionario en el Partido Radical Social Demócrata y en los partidos de derecha. Históricamente, camarada también fue utilizado por los miembros del Movimiento Nacional-Socialista de Chile. En la izquierda, para el funeral del poeta Pablo Neruda, también se usó este término, retomándose el compañero a fines de los 70 y principios de los 80 (fundamentalmente en las Jornadas de Protesta Nacional y en el período de Campaña del Plebiscito 1988), en esta última fue usada en la última quincena de septiembre, cuando la Campaña del No fue usada por el Comando del Sí, con la frase "Compañeros, la alegría ya viene", donde se muestran algunos atentados perpetrados durante la Dictadura de Pinochet. También se puede encontrar el uso de camarada en contextos menos formales, adoptando otra acepción. Así como se puede ver en la música popular, donde significa "el próximo elefante en subirse a la telaraña". Tradicionalmente, camarada también ha sido usado por el ejército.
En Perú, camarada fue usado por los miembros de Sendero Luminoso para referirse a sus compañeros. Actualmente es usado para referirse a los miembros que se encuentran dispersos. 
En España, compañero está asociado a las tradiciones socialista y anarquista, mientras que camarada se ha utilizado más dentro del ámbito de los partidos comunistas. Algunas organizaciones comunistas de creación más tardía, sin embargo, han preferido el término compañero por influencia latinoamericana. Por otra parte, en España el uso de camarada no se ha restringido solo a sindicatos y partidos de izquierda, puesto que los falangistas lo utilizan para saludarse entre ellos, anteponiéndolo a su nombre de pila. Durante el franquismo, era muy común leer en la prensa del régimen: "El Gobernador Civil Camarada..." y frases similares. Esta singularidad proviene de la influencia del falangismo joseantoniano.
En Italia, el trato de camerata es propio de la derecha, mientras que en los partidos y sindicatos de izquierda (incluyendo los comunistas) se utiliza siempre compagno.
En Venezuela el término camarada es usado históricamente por los miembros del Partido Comunista de Venezuela posteriormente por otras organizaciones de izquierda revolucionaria como los adeptos del movimiento socialista del siglo XXI, especialmente los miembros del Partido Socialista Unido de Venezuela y de Patria Para Todos. Otras versiones de la palabra que se emplea en las regiones llaneras (sin connotación política) es "camarita" y "camará".
En los países de habla inglesa, comrade está casi exclusivamente asociado a la Unión Soviética y a la izquierda dura. En el Reino Unido sólo adquirió este carácter hacia la segunda mitad del siglo XX, siendo previamente de uso más general e incluyendo contextos militares.